# El Ain
El Ayn o El Ain o El Aïn (àrab: العين, al-ʿAyn) és una municipalitat de Tunísia, a la governació de Sfax, a la delegació de Sfax Sud, situada uns 7 km al nord de la ciutat de Sfax. S'ha poblat a causa de la seva proximitat amb Sfax i és en part una ciutat dormitori que dona pas les terres agrícoles al nord de la ciutat de Sfax. La seva població era de 38.250 segons el cens del 2004.

## Administració
Forma una municipalitat o baladiyya, amb codi geogràfic 34 16 (ISO 3166-2:TN-12).
Al mateix temps, constitueix un sector o imada, amb codi 34 55 51, de la delegació o mutamadiyya de Sfax Sud (34 55).